# Wauneta
Wauneta – wieś w Stanach Zjednoczonych, w stanie Nebraska, w hrabstwie Chase.